# كلية كارلتون للصحافة
تعتبر كلية الصحافة والاتصالات, الموجودة داخل كلية العلاقات العامة في جامعة كارلتون, واحدة من أكثر المراكز التي تحظى بالاحترام في أمريكا الشما الية والتي تُدرس الصحافة. وتخرج منها شخصيات بارزة مثل إدوارد جرينسبون، رئيس التحرير السابق لجريدة ذا غلوب آند ميل وبولا نيوتن مراسل الشؤن الدولية في سي إن إن ونهلة عياد مراسلة منطقة الشرق الأوسط في هيئة الإذاعة الكندية.
ويحصل الخريجون بعد الدراسة لمدة 4 سنوات في برنامج المرحلة الجامعية على درجة بكالوريوس الصحافة (B.J.). كما تقدم الكلية درجة الماجستير في الصحافة (M.J.).
وتحتل الكلية وضعًا مؤسسيًا مميزًا داخل الجامعة بالإضافة إلى كلية آرثر كروجر للعلاقات العامة والتي تمنح بكالوريوس في العلاقات العامة والإدارة السياسية (BPAPM) وكلية العلوم الإنسانية وتمنح بكالوريوس في العلوم الإنسانية (B.Hum.). ولكل وحدة من هذه الوحدات متطلبات تقديم عالية المستوى أكثر من معايير الكلية الأخرى وتقدم برامج تدريسية مميزة وتحظى باحترام كبير.

## مبادرة رواندا
أطلق كالتون مؤخرًا برنامجًا بالتعاون مع الجامعة الوطنية لرواندا يسمى مبادرة رواندا والذي يتيح الفرصة لأساتذة الجامعة بالكلية للتدريس في رواندا كما يتيح لطلبة الصحافة الفرصة من أجل التدريب الداخلي في جريدة ذا نيو تايمز، وهي أكبر جريدة يومية في رواندا.

## وصلات خارجية
- Carleton University School of Journalism and Communication web site